# Redukcja Wolffa-Kiżnera
Redukcja Wolffa–Kiżnera – reakcja redukcji ketonów lub aldehydów hydrazyną w środowisku zasadowym, w wyniku której powstają odpowiednie alkany. Produktami ubocznymi reakcji są azot i woda. Nazwa pochodzi od jej odkrywców, Rosjanina Nikołaja Kiżnera (Николай Матвеевич Кижнер, 1867–1935) i Niemca Ludwiga Wolffa (1857–1919).
W reakcji pierwotnie stosowano hydrazynę z etanolanem sodu, przeprowadzając ją w zamkniętym naczyniu w temperaturze 200 °C, jednak inne zasady okazały się równie skuteczne. Zwykle jako rozpuszczalnik stosuje się glikol etylenowy.
Opublikowano wiele prac przeglądowych.

## Mechanizm
W pierwszym etapie hydrazyna reaguje z grupą karbonylową tworząc hydrazon, który pod wpływem zasady ulega dwukrotnej deprotonacji. Powstała niestabilna struktura szybko rozpada się na gazowy azot oraz karboanion, reagujący z cząsteczką wody, odtwarzając w ten sposób zasadę i jako ostateczny produkt otrzymywany jest alkan.

## Modyfikacja Huanga-Minlona
Chiński chemik Huang-Minlon dokonał modyfikacji redukcji Wolffa-Kiżnera, dzięki której reakcję tę można przeprowadzić w jednym naczyniu (tzw. "one-pot reaction"). Związek zawierający grupę karbonylową ogrzewał z wodorotlenkiem potasu jako zasadą, hydrazyną oraz glikolem etylenowym jako rozpuszczalnikiem.